# Sclerasterias richardi
Sclerasterias richardi is een zeester uit de familie Asteriidae.
De wetenschappelijke naam van de soort werd in 1882 gepubliceerd door Edmond Perrier.